# SN 2007ar
SN 2007ar – supernowa typu Ia odkryta 12 marca 2007 roku w galaktyce M+10-19-62. W momencie odkrycia miała maksymalną jasność 17,50m.